# Årdalstangen
Årdalstangen este o localitate din comuna Årdal, provincia Sogn og Fjordane, Norvegia, cu o suprafață de 1,08 km² și o populație de 1.489 locuitori (2013).